# Dalu Cavus
Il Dalu Cavus è una formazione geologica della superficie di Marte.